# عقاب آهنی ۲
عقاب آهنی ۲ (انگلیسی: Iron Eagle II) فیلمی در ژانر اکشن به کارگردانی سیدنی جی. فیوری است که در سال ۱۹۸۸ منتشر شد. از بازیگران آن می‌توان به لوئیس گوست، جونیور، مائوری چایکین، کلم فیور، گری راینکی و کلارک جانسون اشاره کرد.